# آزاد حموتو
آزاد حموتو (عفرين / معبطلي 8 كانون الأول/ ديسمبر 1954) باحث سوري كردي مستقل في علم الآثار وفنون الشرق القديم وعلم الاجتماع العمراني. دكتوراه من جامعة مونستر وجامعة برلين الحرة، وتاريخ الفن من جامعة فرانكفورت، ألمانيا.
محاضر في العديد من المؤسسات والمعاهد الدولية بعد موجة الربيع العربي، وبشكل خاص الحرب في سوريا وواقع التراث الثقافي والأثري في مناطق النزاع. وكذلك حوار الأديان والتبادل الثقافي بين الشرق والغرب، ومسألة دمج اللاجئين، والإسلام في أوروبا وألمانيا بشكل خاص.
من المشاركين الأوائل في الندوات التي تهتم بإعادة إعمار المواقع القديمة وعلى رأسها مدينة حلب القديمة، حيث شارك في افتتاح المتحف الوطني بحلب في شهر تشرين الأول/أكتوبر 2019، وشارك بالمؤتمر العلمي الأول لإعادة إعمار سوريا، في شهر يوليو 2019 المنظم من قبل كلية العمارة في جامعة دمشق والمعهد العالي للتخطيط الإقليمي في دمشق. 

## نشأته
مواليد بلدة عفرين، محافظة حلب، سوريا، والده محمد يوسف حموتو ووالدته فاطمة سليمان جاويش من قرية المعبطلي. حاصل على الجنسية الألمانية. درس الابتدائية في مدارس ريف ومدينة حلب والإعدادية والثانوية في مدينة حلب. بعدها غادر سوريا إلى ألمانيا حيث درس في جامعات مونستر، وبرلين الحرة، وجامعة فرانكفورت في ألمانيا الغربية.
بعد الدكتوراه عاد إلى سوريا واستقر في مدينة حلب، وقام بامتلاك بيت تقليدي تراثي في منطقة الجلوم، باب قنسرين، في حلب القديمة، وعمل على ترميمه وتأهيله. ومن ثم تحويله لملتقى ومركز علمي، وثقافي، وفني، واجتماعي.
بعد الاحتجاجات في سوريا والنزاع المسلح ووصول الحرب إلى حلب، غادر مع أسرته سـوريا في 12 آب/أغسطس من العام 2012 باتجاه المعبر الحدودي تل أبيض ومنها إلى مدينة أورفا ومن ثم إلى  لواء اسكندرون في تركيا. ومن هناك وصل إلى ألمانيا في بداية شهر تشرين الأول/أكتوبر من العام نفسه، ومنذ ذلك الحين يقيم في مدينة ميونخ.
النشاط المهني والعلمي
يعمل منذ 2017 -2021 مدير ومنسق مشروع أدب الأطفال واليافعين باللغة العربية لصالح مكتبة الشباب الدولية في مدينة ميونخ الألمانية.
2015 - 2017 وسيط ثقافي تعليمي لدى مؤسسة رولاند بيرغر الثقافية التعليمية الألمانية Roland Berger Stiftung، بمدينة ميونخ الألمانية.
2011 - 2012  محاضر في جامعة حلب، كلية الآداب، قسم الآثار، مادة علم المتاحف
2011 - 2012 مُشرف / ومُدرس طلبة قسم الدراسات العليا الماجستير، قسم الآثار والعمارة والتأهيل التخصصي في جامعة حلب، كلية الآداب والعلوم الإنسانية.
2010 - 2012  محاضر في جامعة العلوم والفنون (الجامعة الأوربية سابقاً) كلية العمارة في حلب، مادة علم الاجتماع العمراني.
2002 مستشار علمي وتنظيمي لعدة بعثات علمية أثرية ألمانية في سورية: تل ممباقة على نهر الفرات وتل حلف وتل الفخيرية في منطقة الجزيرة السورية العليا وجنديرس في حوض نهر عفرين.
2002 - 2007 المشاركة كخبير علمي أثري وسياحي ثقافي مع الوكالة الألمانية للإنماء والتعاون التقني GTZ ومديرية حلب القديمة في عملية أعادة تأهيل وترميم مدينة حلب القديمة وذلك من الناحية السياحية الثقافية والبيئية الاجتماعية.

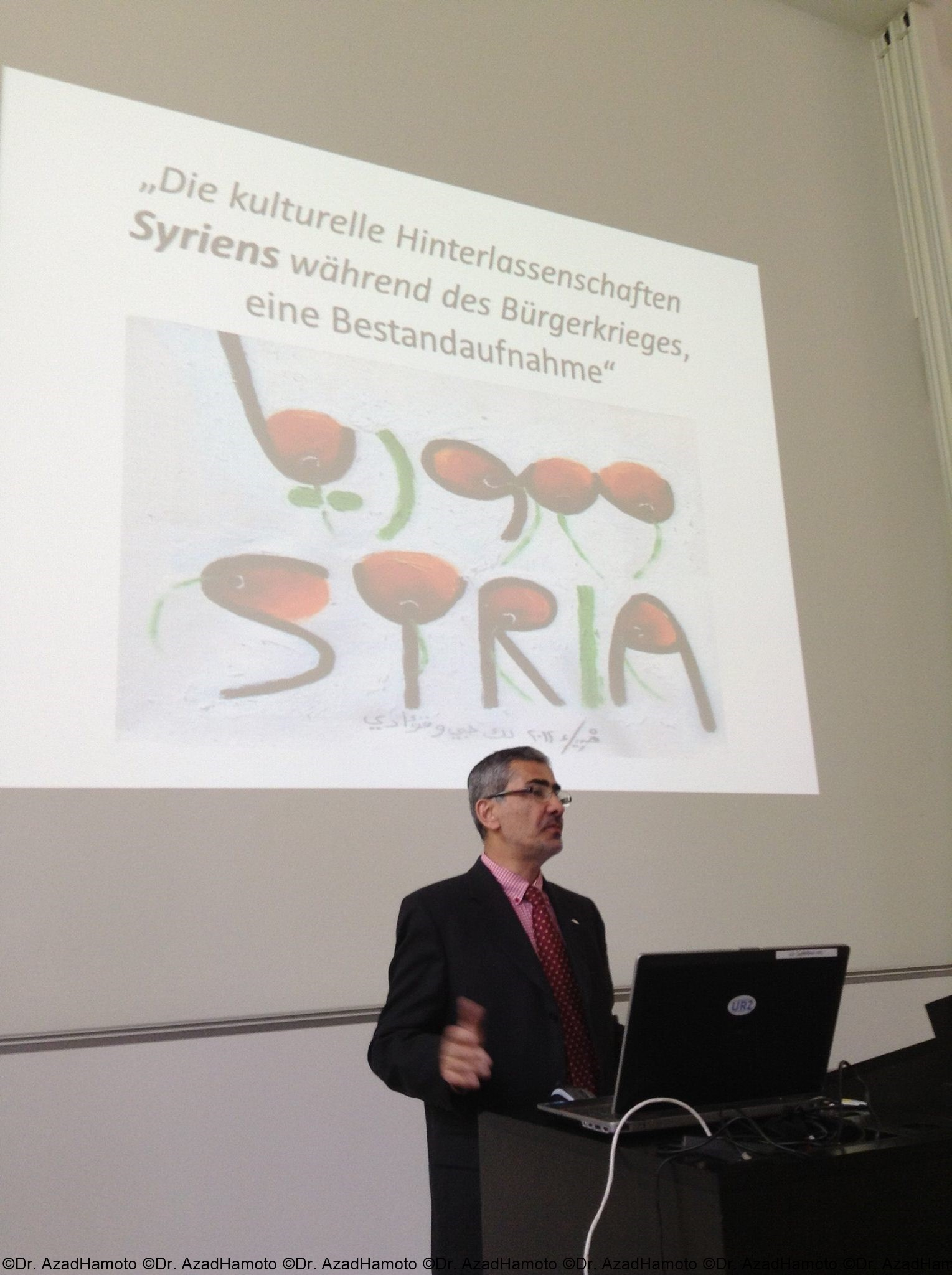
آزاد حموتو - ندوة في ألمانيا

1995 - 2011 مدير مجموعات سياحية ثقافية ألمانية، سويسرية ونمساوية لصالح مؤسسة شتوديوسس السياحية الثقافية München Reisen Studiosus الألمانية في: لبنـان، والأردن، وسوريا، والعراق، والسعودية، واليمن.
التنقيبات الأثرية

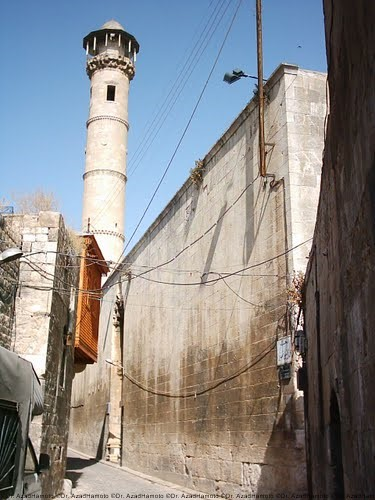
دار آزاد حموتو في باب قنسرين - أمام جامع الرومي

1993 - 1995 عضو البعثة الأثرية الألمانية التابعة لـجامعة كونستانز في جنوب ألمانيا برئاسة ديتريش سورينهاغن - أستاذ أثار الشرق القديم، في تل جنديرس، عفرين.

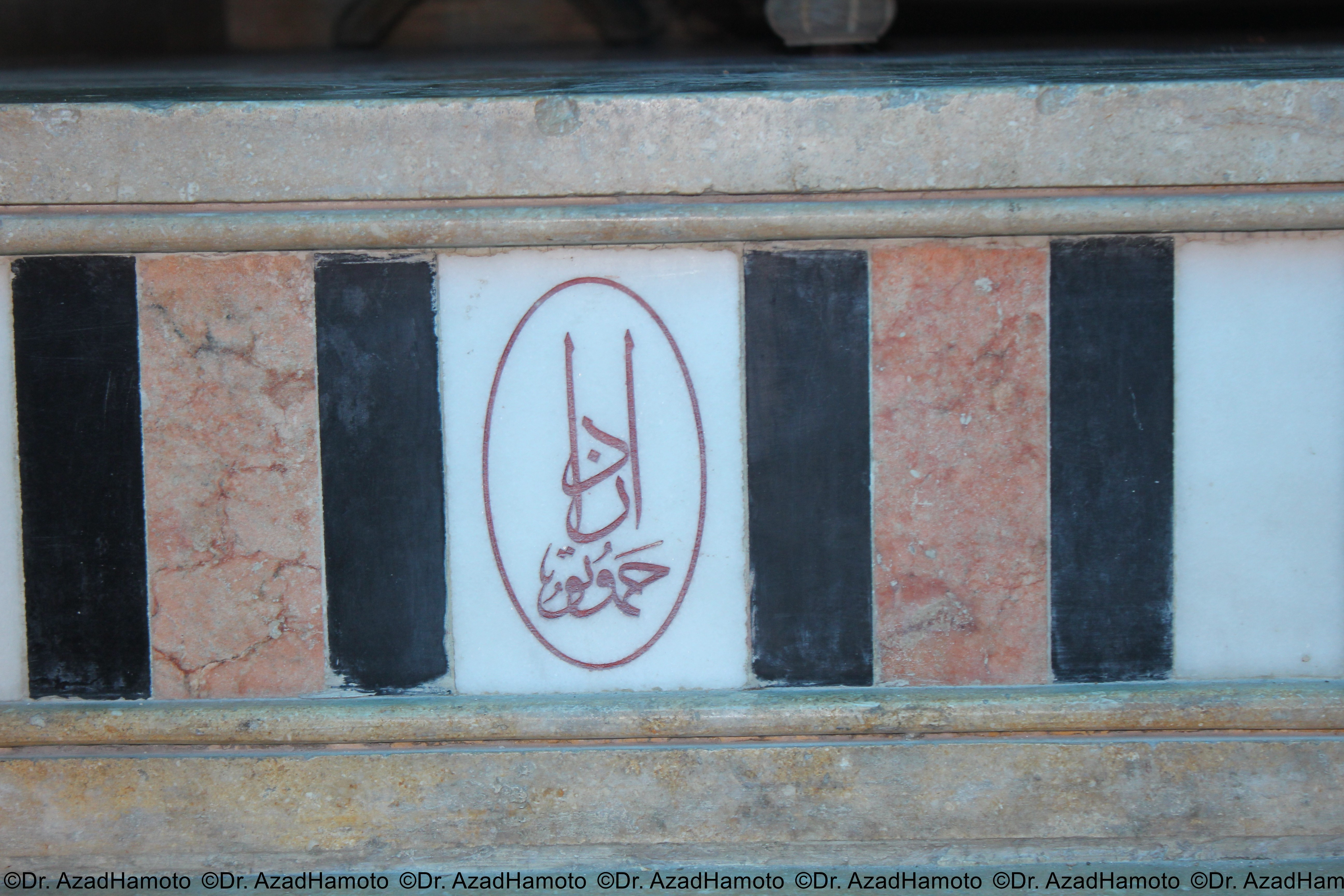
بيت تقليدي - باب قنسرين - حلب القديمة

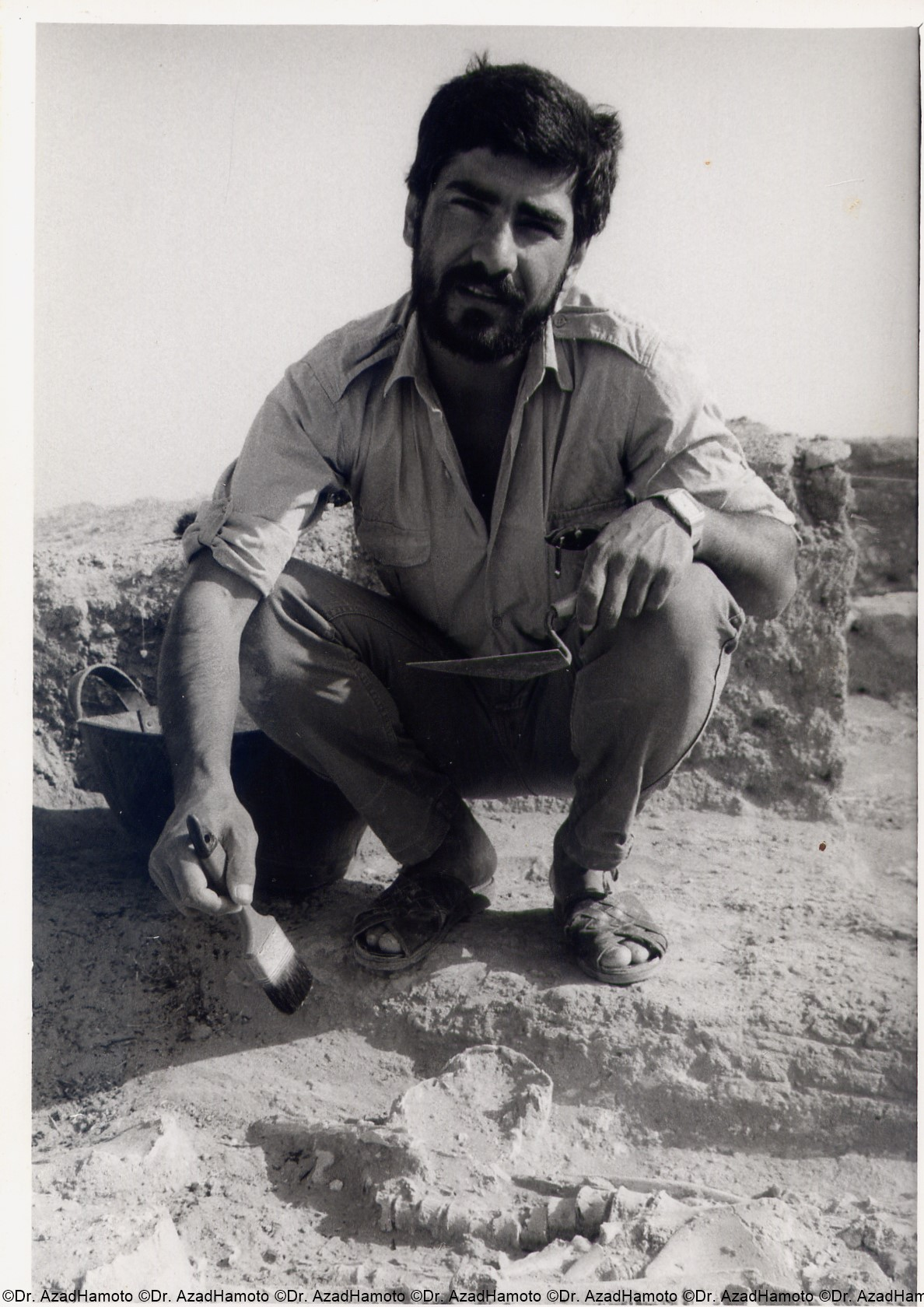
آزاد حموتو أثناء التنقيبات الأثرية

1988 - 1991 عضو البعثة الأثرية الألمانية التابعة لجامعة هامبورغ برئاسة ديتمار ماخولة - أستاذ تخطيط المدن، في تل ممباقة على الضفة الشرقية من بحيرة الأسد على نهر الفرات.
1987 مشارك في تنقيبات تل البيعة - الرقة، بأشراف عالمة الأثار إيفا شترومينغر، ضمن البعثة الأثرية الألمانية التابعة لمتحف ما قبل التاريخ في برلين.
الثقافة الكردية
1995 - 1998 إعداد وتقديم برنامج تاريخي- تراثي - أثري، أسبوعي باللغة الكردية في القناة الفضائية الكردية MED-TV.
1993 مقال تاريخي حول بدايات تاريخ الأكراد، في مجلة روناهي، العدد رقم 2 .التي كانت تصدر من مدينة بوخوم الألمانية.
النشاط الرياضي
1976 عضو المنتخب السوري للكاراتيه والمشاركة بالدورة الرياضية العربية الخامسة بدمشق
1977 المركز الأول في بطولة حلب للكاراتيه - قتال
1977 المركز الأول في بطولة الجمهورية للكاراتيه - قتال
المنشورات
2020 «قلعة سمعان». عمل تاريخي سردي وثقافي لموقع دير وبلدة القديس سمعان وحياته. منشورات دار الزمان، دمشق - سوريا.
2019  «جلجامش، البطل الأسطوري الخالد، أبن الشرق العتيد». دراسة أثرية فنية، قوامها الشواهد واللقى المادية. منشورات دار الزمان، دمشق - سوريا.
2007 كتيب بعنوان «اللغة كائن حي»، دراسة فكرية حول اللغة. منشورات دار الزمان. دمشق - سوريا
2006 إعداد كتاب «جنداروس في شمال غرب سورية. أبحاث تاريخية وأثرية حول تاريخ الاستطيان والسكن والعمارة في العصور الهيلينستية والرومانية والبيزنطية» كتابة الفصل التاريخي بالمرجع. الكتاب صدر في عام 2007 ووزع على المؤسسات والمعاهد العلمية والمكتبات الوطنية والخاصة وعلى الجامعات الحكومية والخاصة التي لديها فروع للعلوم الإنسانية في سوريا ولبنان وألمانيا.
1995 نشر أطروحة الدكتوراه «القرد في الفن الشرقي القديم» باللغة الألمانية، بشكل كتاب عن منشورات دار أوغاريت بمدينة مونستر الألمانية.

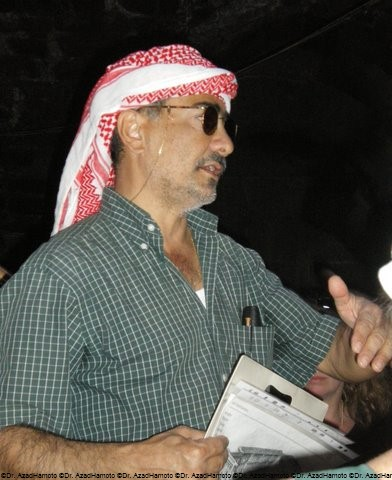
آزاد حموتو
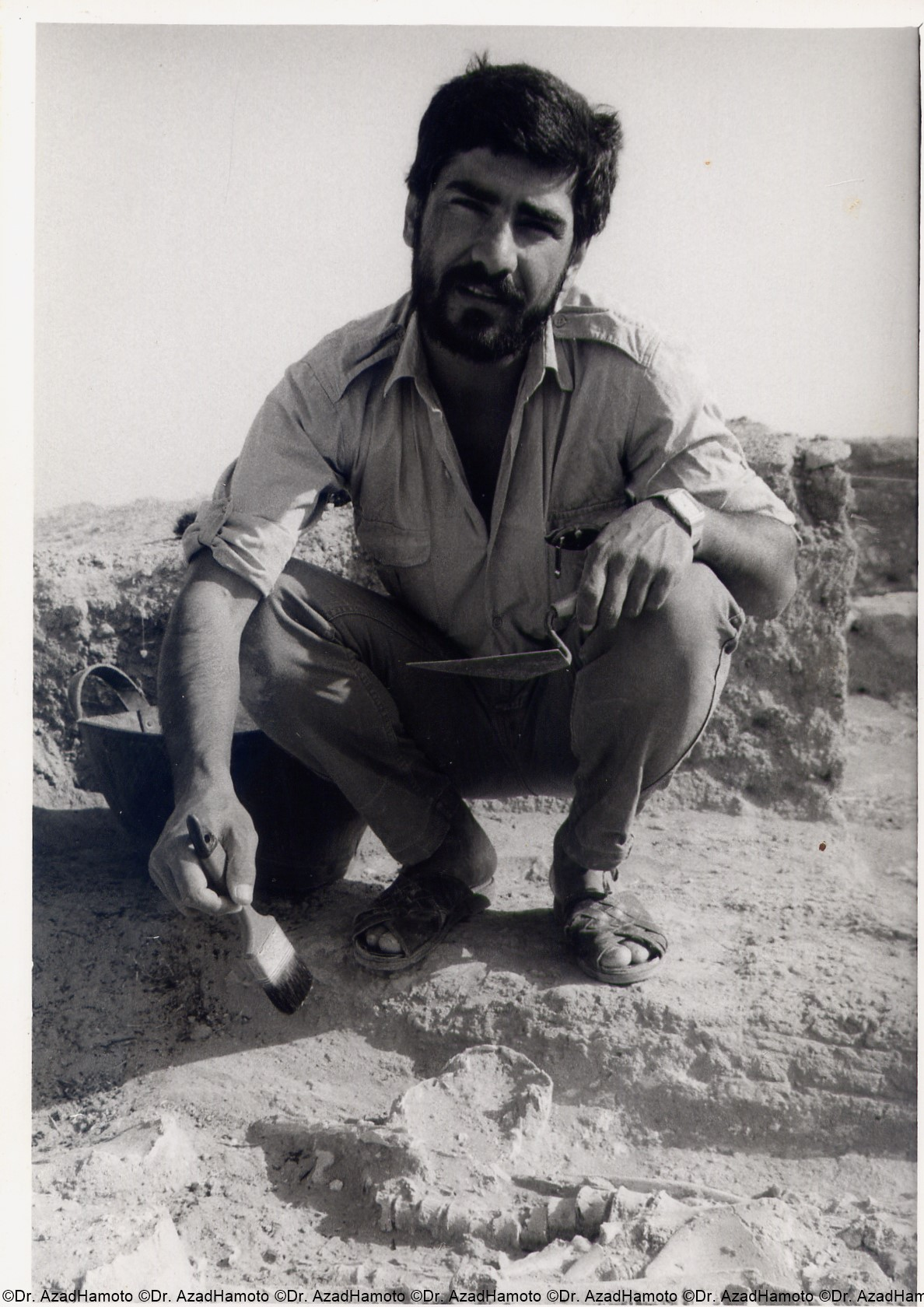
آزاد حموتو أثناء التنقيبات الأثرية
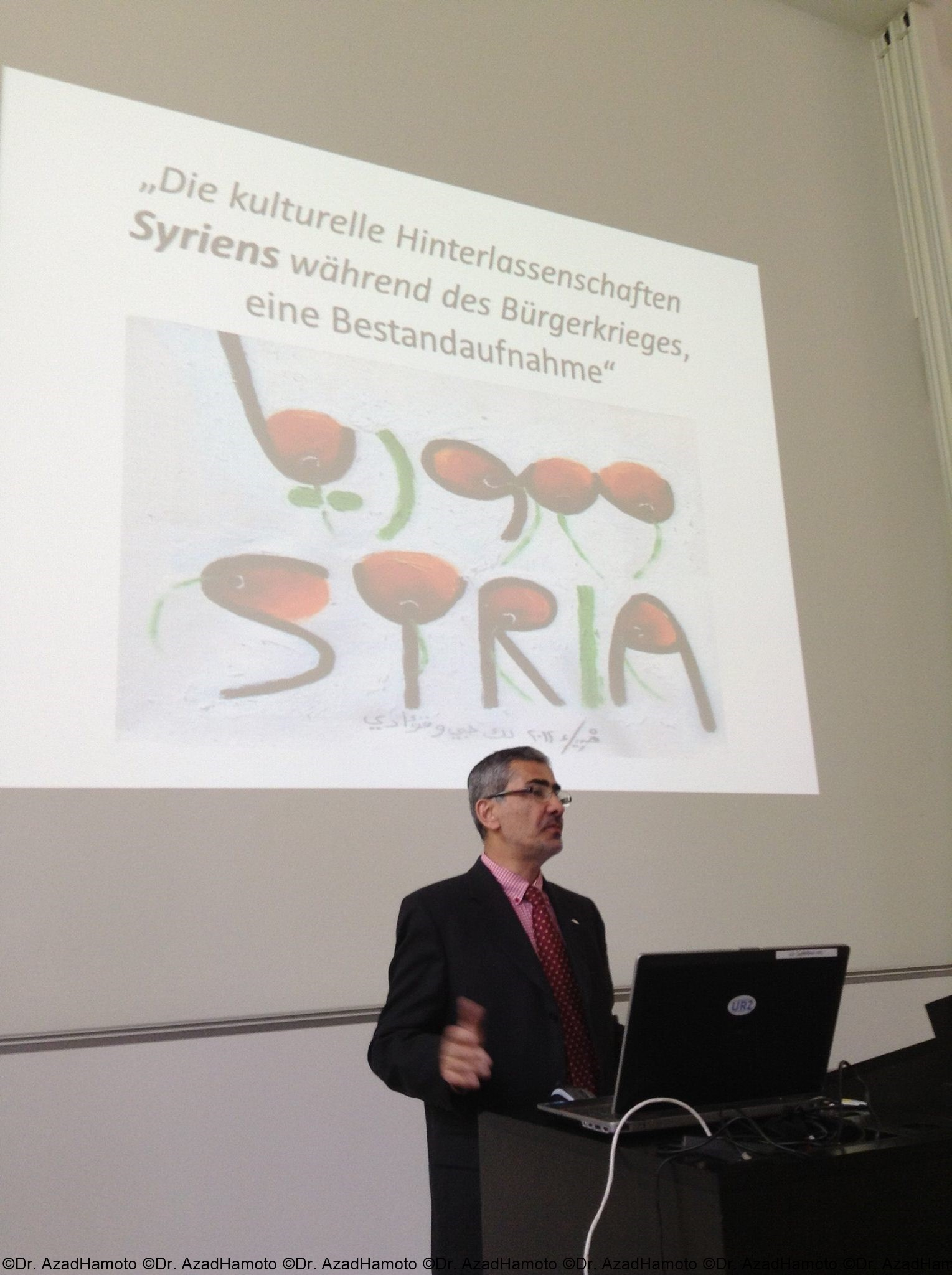
آزاد حموتو - ندوة في ألمانيا
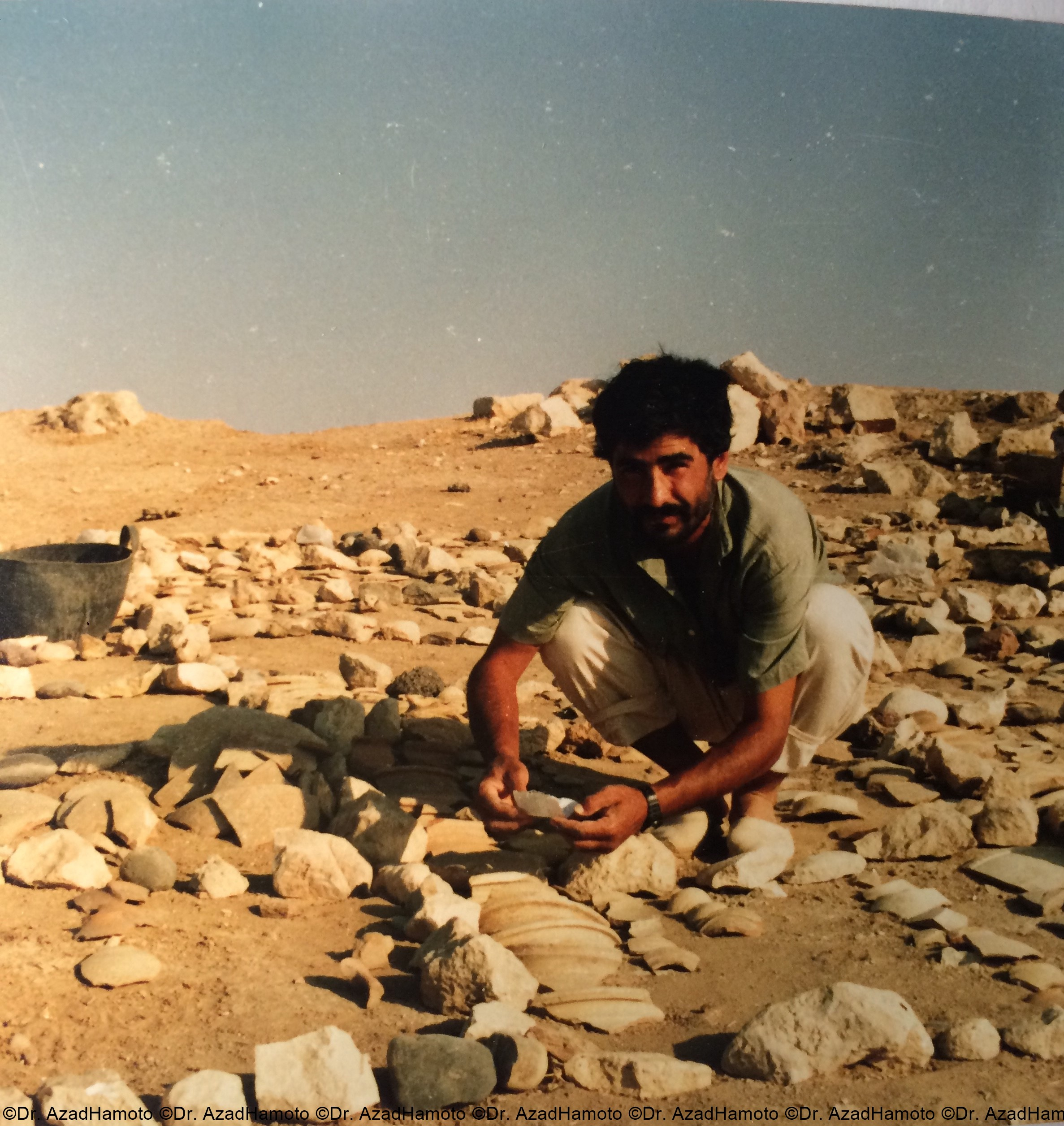
آزاد حموتو - تنقيبات حوض الفرات
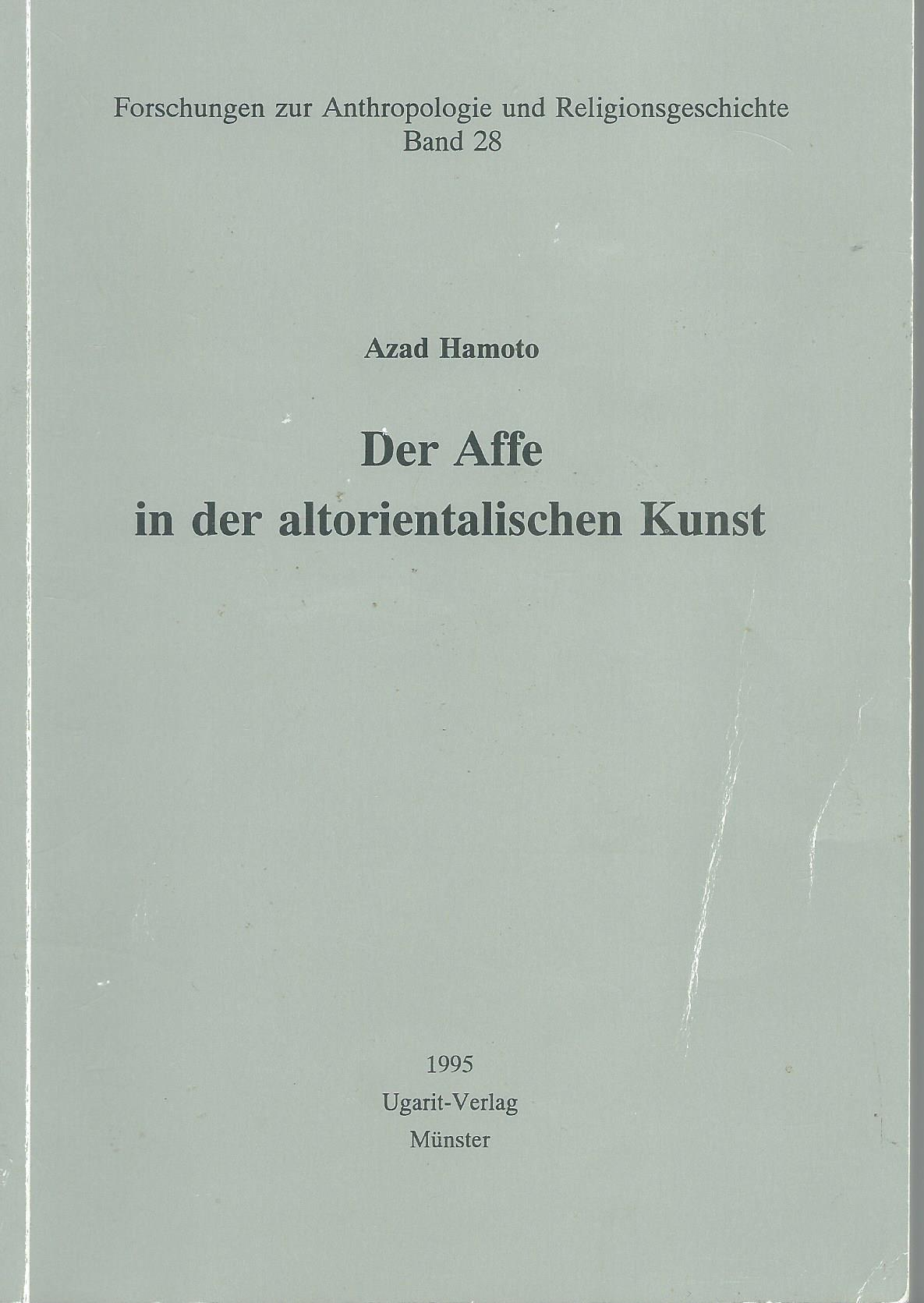
القرد في الفن الشرقي القديم - Der Affe in der altorientalischen Kunst
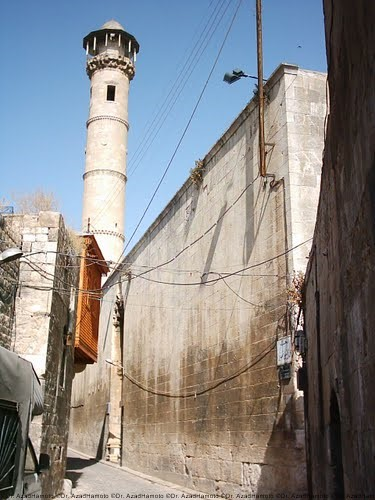
دار آزاد حموتو في باب قنسرين - أمام جامع الرومي
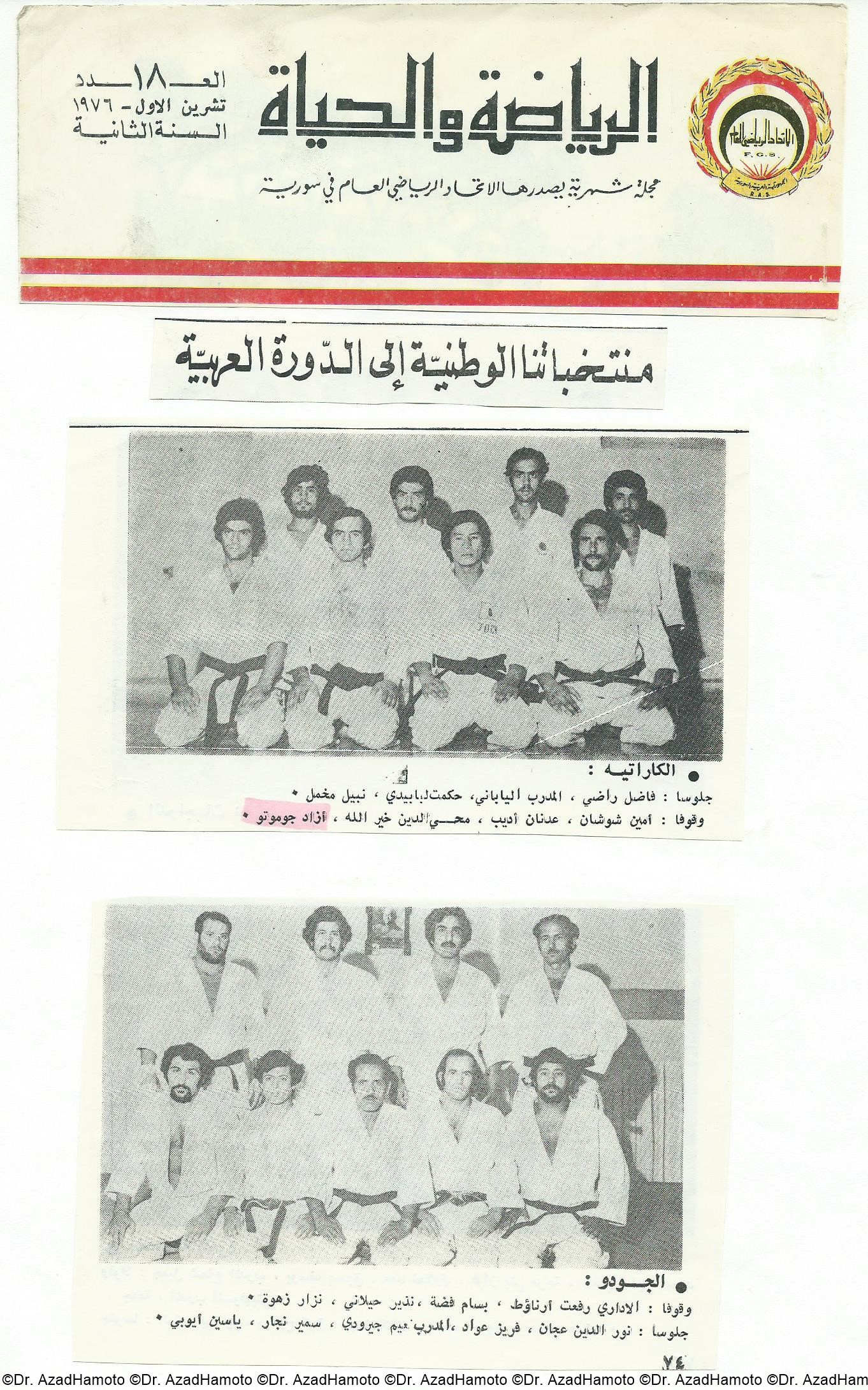
المنتخب السوري للكاراتيه 1976
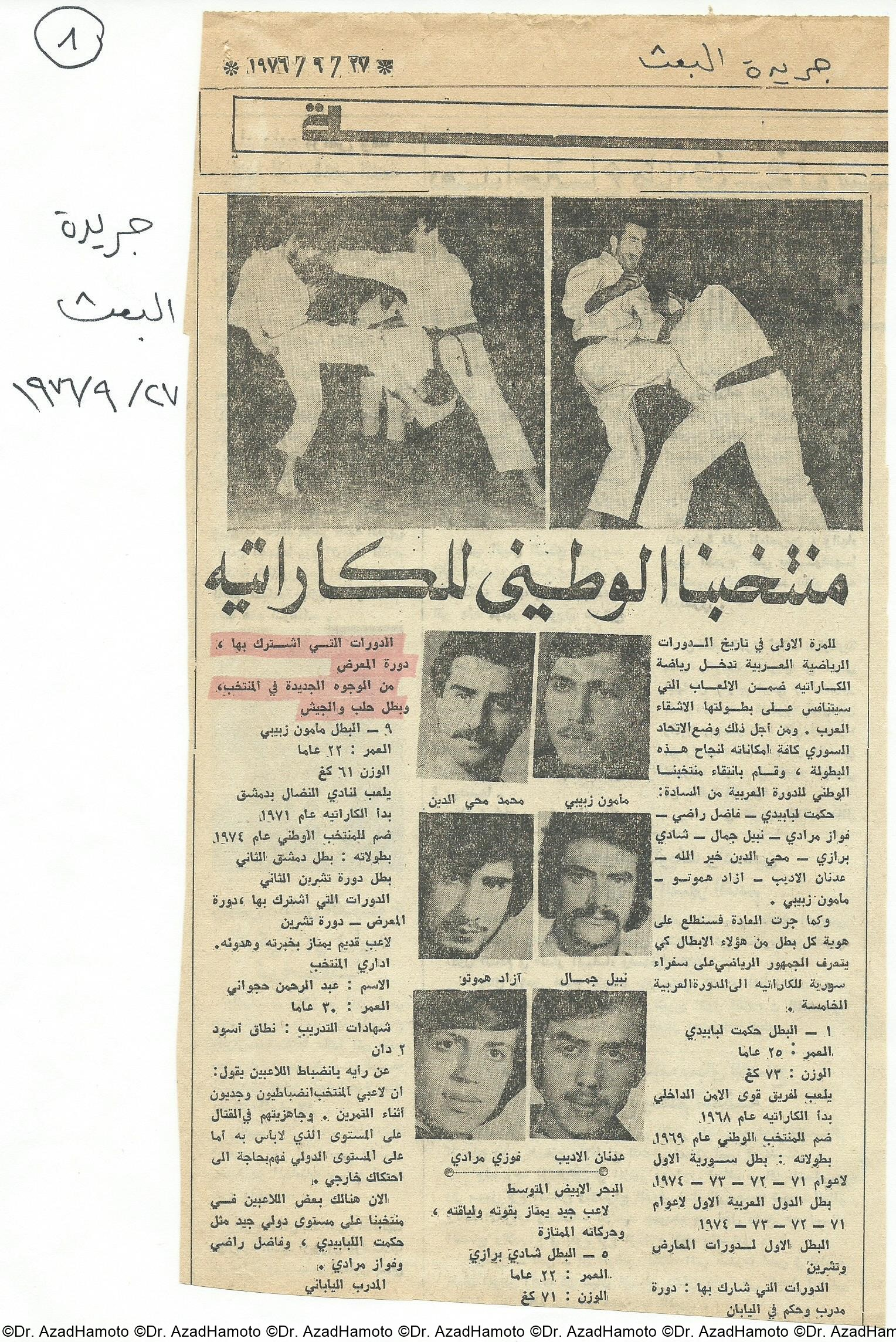
المنتخب السوري للكاراتيه في الدورة العربية الخامسة بدمشق 1976
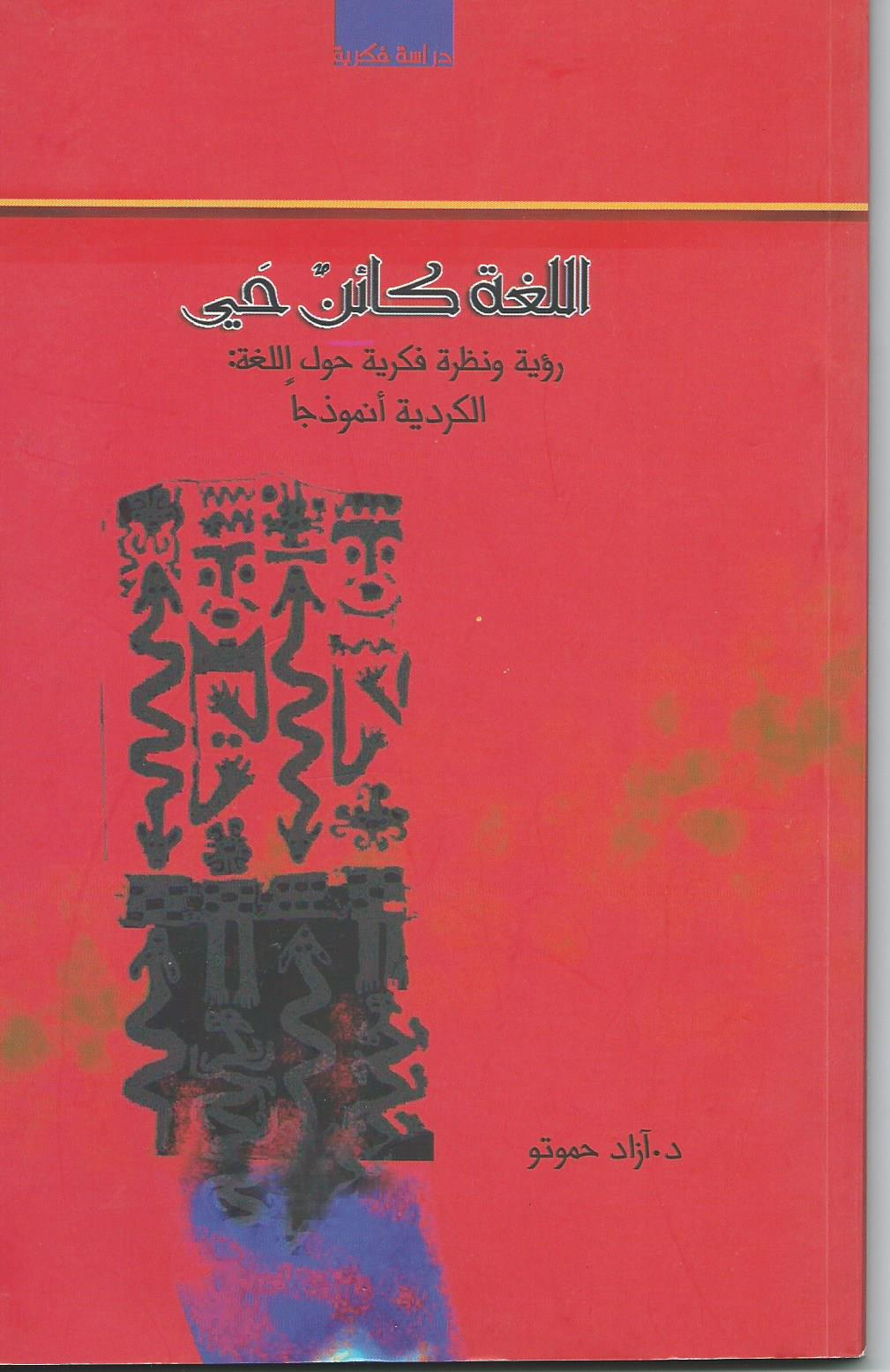
اللغة كائن حي
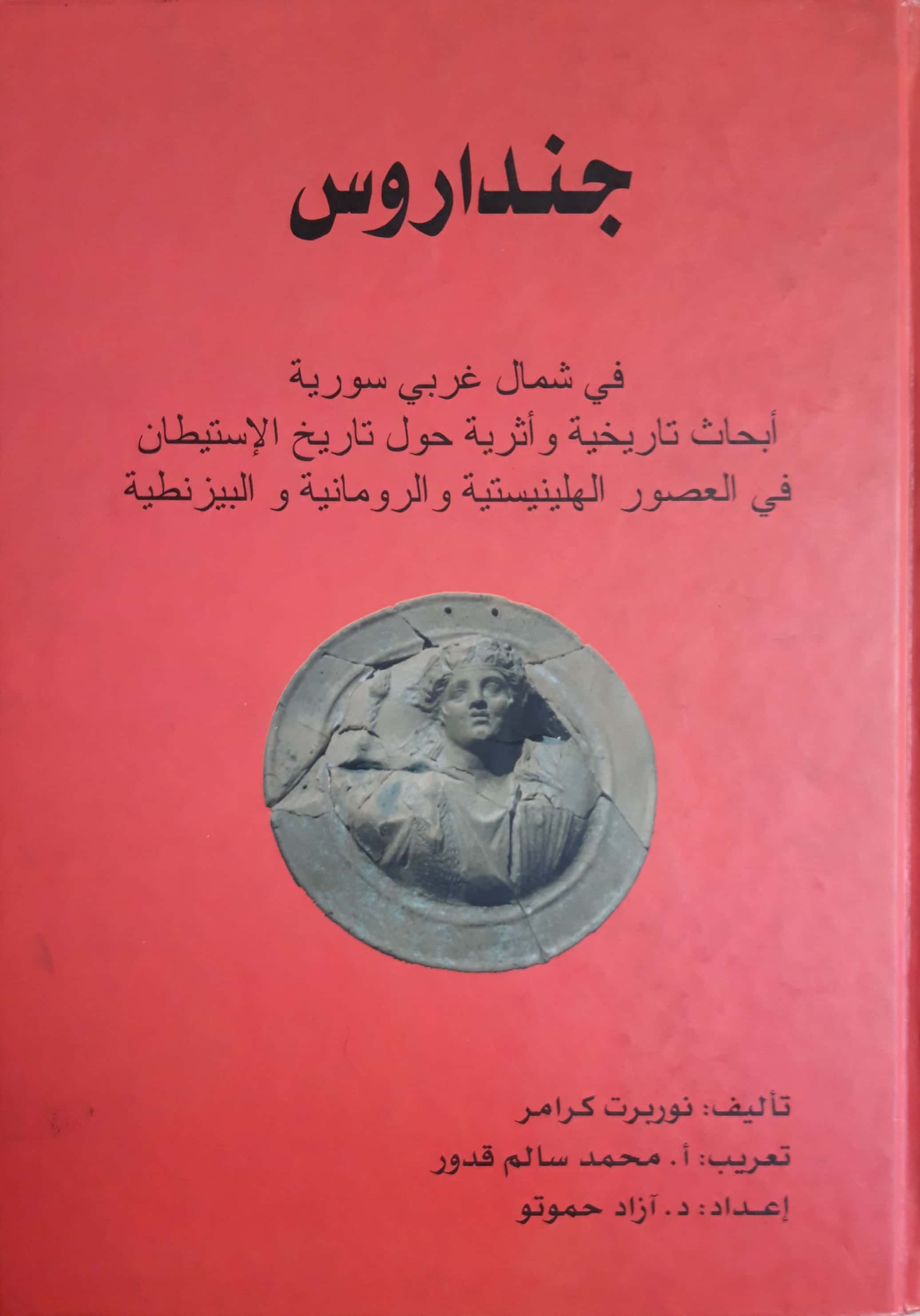
جنداروس
جلجامش - البطل الأسطوري الخالد
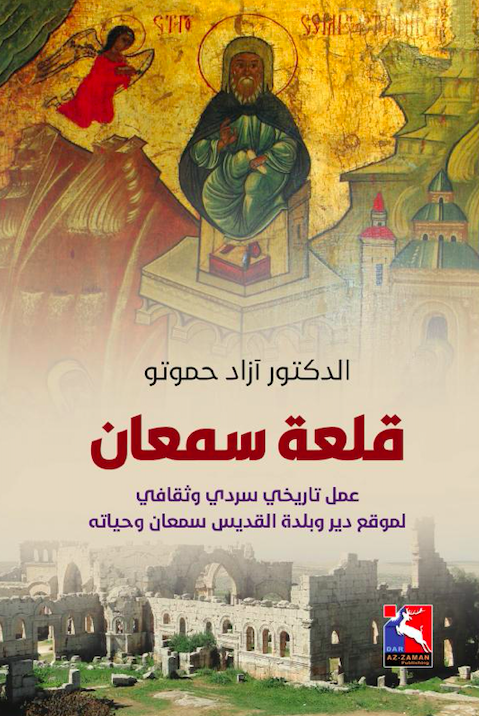
قلعة سمعان